# Siergiej Budałow
Siergiej Nikołajewicz Budałow (ros. Сергей Николаевич Будалов, ur. 7 sierpnia 1949 w Iwanowie) – radziecki lekkoatleta, skoczek wzwyż.

## Osiągnięcia
| Rok  | Impreza                   | Miejsce  | Lokata     | Wynik |
| ---- | ------------------------- | -------- | ---------- | ----- |
| 1971 | Halowe mistrzostwa Europy | Sofia    | 8. miejsce | 2,11  |
| 1976 | Igrzyska olimpijskie      | Montreal | 4. miejsce | 2,21  |

Czterokrotny złoty medalista mistrzostw kraju (stadion – 1970, 1973 i 1976; hala – 1971).

## Rekordy życiowe
- Skok wzwyż – 2,25 (1976)